# Tókaidó Sinkanszen
A Tókaidó Sinkanszen (japánul: 東海道新幹線) a Sinkanszen-hálózat egy nagysebességű vasútvonala Japánban. A vonal kétvágányú, normál nyomtávú, 25 kV 60 Hz-cel villamosított.

## Története
A vonal elődje az 1930-as években létrehozott dangan ressa (magyarul: puskagolyó) vasút volt, amely Tokió és Simonoszeki között létezett. A vonal az első része volt egy olyan Kelet-ázsiai vasúthálózatnak, amivel a Japán a tengerentúli területet is kiszolgálta. A II. világháború kezdetével elakadt a projekt, mindössze három alagutat építettek, amit a későbbi Sinkanszen vonalon használtak.
1955-re az eredeti Tókaidó-vasútvonal Tokió és Oszaka között túlterheltté vált. Még annak ellenére is, hogy a vonal villamosítása megtörtént, túlzsúfolt maradt: a kereslet az akkori kapacitás duplája volt. Hosszas tárgyalások után a Japán Vasúttársaság úgy döntött, hogy a meglévő keskeny nyomtávú vonal mellé egy szélesebbet épít, hogy kiegészítse a meglevő vonalat. A vasúttársaság akkori elnöke, Szogó Sindzsi politikusok segítségét kérte a beruházás megvalósítására. Azonban az akkor forradalmian újnak számító technológia nagyon költséges lett volna, ami miatt kevesebb kormányzati támogatást kapott a vonal, mint amire számítottak.
1958. decemberében a japán országgyűlés jóváhagyta a beruházásról szóló tervet, amiben a kormány az 5 éves beruházás 300 milliárd jenes költségéből, 194,8 milliárd jent átvállalt. Az akkori pénzügyminiszter Szató Eiszaku javasolta, hogy a többi pénzt nem kormányzati forrásból kéne biztosítani, hogy a beruházás ne függjön a politikai változásoktól. A vonal építése 1959. április 20-án kezdődött el Sima Hideo főmérnök vezetésével.
1960-ban Szogót és Simát az Egyesült Államokba küldték, hogy a Világbanknál kölcsönhöz folyamodjanak. Eredetileg mintegy 200 millió dollárnyi kölcsönt igényeltek, de ebből csak 80 millió dollárt kapott a projekt. Ez a beruházás teljes költségének 15%-a volt. A kölcsönt pedig nem lehetett "kísérleti technológiára" felhasználni. Ráadásul az építkezés előre haladásával bizonyos költségek megnövekedtek a tervezetthez képest, ami miatt mindkettejüknek le kellett mondania.
Az építkezésre az 1964-es tokiói olimpia miatt komoly nemzetközi figyelem és politikai nyomás irányult. Eredetileg két viszonylat működött: a gyorsabb Hikari, amivel a Tokió-Oszaka vonal négy óra volt, a másik a Kodama vonal, ahol több megálló miatt 5 órás volt az út.
A vonalat az 1964-es tokiói olimpiára nyitották meg. Ez volt a világ első nagysebességű vasútvonala. A vonalon a Sinkanszen 0 sorozat közlekedett.
A Sinagava állomáson 2003 októberében új peronok nyíltak meg a Sinkanszen-járatok számára, amit egy jelentős menetrendváltás kísért, amely növelte a napi Nozomi járatok számát, amely most már nagyobb volt, mint a Hikari vonatok száma. Kezdetben egyes Nozomi és Hikari járatok nem álltak meg az állomáson, néhányan kihagyták Sinagava vagy Sin-Jokohama megállóhelyet, míg a több járat mindkettőn megállt. 2008 márciusától kezdve minden járat megáll mindkét állomáson. 2012-ben egy másik állomás megnyitását tervezték, amely a Maibara és Kiotó közötti Rittó várost szolgálná ki. Az építkezés 2006 májusában kezdődött, de a projektet a következő évben törölték a környező Siga prefektúra kormányának politikai ellenállása miatt, és a Japán Legfelsőbb Bíróság úgy döntött, hogy a 4,35 milliárd jen értékű kötvény, amelyet a város az építkezés finanszírozására bocsátott ki, törvénytelen volt, és törölni kellett.
A következő sebességemelést, amely továbbfejlesztett fékezési technológia alkalmazásával a jelenlegi 285 km/h-ra emelte a végsebességet, 2014-ben jelentették be, és 2015. március 14-én, a legutóbbi sebességemelés 23. évfordulóján vezették be. Kezdetben óránként csak egy járat közlekedett volna ezzel az új sebességgel. Miután 2020 márciusában a régebbi, lassabb 700-as sorozatot lecserélték az N700-as sorozatra, egy új menetrendet terveztek, amely kihasználta a sebességemelést több járattal. A COVID-19 járvány azonban tovább késleltette ezeket a terveket, mivel a szolgáltatást ideiglenesen leállították.

## Utasszám
1964 és 2012 között csak a Tókaidö Sinkanszen vonalon mintegy 5,3 milliárd utast szállítottak. 1964-ben a napi 61 000 utasról 2012-re napi 391 000-re nőtt az utasforgalom. 2016-ra az útvonal napi 365 járaton napi 452 000 utast szállított, ami a világ egyik legforgalmasabb nagysebességű vonalává tette.
| Év                         | 1967 | 1976 | 2004  | 2007 március | 2010 november | 2012 |
| -------------------------- | ---- | ---- | ----- | ------------ | ------------- | ---- |
| Utasok száma (összesített) | 0,1  | 1    | 4,160 | 4,5          | 4,9           | 5,3  |

| Év       | 1967 | 1987 április | 2007 április | 2008 április | 2009 április | 2010 április | 2011 április | 2012 április |
| -------- | ---- | ------------ | ------------ | ------------ | ------------ | ------------ | ------------ | ------------ |
| Utasszám | 22   | 102          | 151          | 149          | 138          | 141          | 149          | 143          |